# José Pedro Nand Gallardo
José Pedro Nand Gallardo (Pergamino, Argentina, 1 de septiembre de 1901 - Junín, Argentina, 7 de junio de 1961) fue un periodista, escritor, poeta y compositor argentino.

## Biografía
José Pedro Nand Gallardo nació en Pergamino, provincia de Buenos Aires, Argentina, el 1 de septiembre de 1901. Siendo muy pequeño su familia se radicó en Junín, donde vivió y se destacó en diferentes ámbitos.
Desde muy joven manifestó su vocación periodística, que se mantendría durante toda su vida. Se inició como cronista en el diario El Mentor, que se editó en Junín entre 1897 y 1933. También formó parte de la redacción del diario La Verdad y colaboró en numerosas publicaciones. Durante varios años fue secretario del Concejo Deliberante y empleado municipal.
Nand Gallardo falleció en Junín el 7 de junio de 1961, a los 59 años de edad.

## Obra
La obra de Nand Gallardo es principalmente poética, aunque también compuso el tango "El casamiento aquel", en colaboración con Nilo Martino, y la marcha "Defensa Argentina" dedicada al club homónimo.
En un reportaje realizado en 1925, describió su labor con estas palabras: "Escribo versos desde hace mucho tiempo. Dijo alguien que es destino del poeta ir desparramando el corazón por todas partes. Yo acepto esa tarea con gran placer. Tengo predilección por todo lo que atañe a mi pueblo. En estas tierras fue donde mis primeros versos se dieron a luz. De mi producción actual puedo decir que a pesar de sus ripios, me merece entera satisfacción".